# 莫尔巴特哈尔巴赫
莫尔巴特哈尔巴赫是奥地利下奥地利州格明德县的一个市镇。总面积35.51平方公里，总人口703人，人口密度19.8人/平方公里（2005年）。